# Chenopodium parabolicum
Chenopodium parabolicum är en art bland amarantväxterna i släktet ogräsmållor (Chenopodium). Den beskrevs först av botanikern Robert Brown, och fick sitt nu gällande namn av Suzy Fuentes-Bazan och Thomas Borsch. Inga underarter finns listade i Catalogue of Life.